# Reborn as a Polar Bear: The Legend of How I Became a Forest Guardian
Reborn as a Polar Bear: The Legend of How I Became a Forest Guardian (яп. シロクマ転生―森の守護神になったぞ伝説 Сирокума Тэнсэй — Мори но Сюгосин ни Натта дзо Дэнсэцу) — ранобэ авторства Тихиро Мисимы с иллюстрациями Курури, выпускающееся издательством HobbyJAPAN под собственным лейблом HJ Novels с 21 января 2017 года. Первоначально публикация серии стартовала в июне 2016 года на онлайн-ресурсе Shousetsuka ni Narou как любительский проект.
На основе сюжета оригинального произведения с сентября 2017 года на онлайн-ресурсе ComicWalker издательства Kadokawa Shoten публикуется манга-адаптация работы, подготовленная мангакой Хоки Кусано. 22 февраля 2018 года началась публикация глав манги в формате танкобонов. За пределами Японии манга была лицензирована на территории Северной Америки компанией Yen Press.

## Сюжет
Во время восхождения на одну из высочайших вершин Японии двадцативосьмилетний Кумакити Кумада сорвался со скалы и разбился насмерть. Тем не менее мужчина переродился в ином мире, где стал белым медведем. Осознав своё текущее положение, Кумакити принял решение извлечь максимум из своей новой жизни и стал пытаться привыкнуть к своим новым способностям в этом теле. Бродя по лесу, в котором он оказался, герой встречает молодую девушку-волчицу по имени Лулутина, на которую решила напасть группа рыцарей-людей. Кумакити спасает её от преследователей, а после начинает опекать Лулутину и её младших сестёр.

## Критика
Критики интернет-портала Anime News Network выставили низкие оценки манга-адаптации работы, отметив что она относится к поджанру фентези — исэкай. По мнению обозревателя Ребекки Сильверман, как и многие представители этого направления Reborn as a Polar Bear отличается низкой креативностью, а те ходы, которые на фоне других работ выглядят оригинально, кажутся опрометчивыми со стороны автора. В частности наиболее неудачными Сильверман посчитала элементы жанра гарем: особенно странным, на её взгляд, выглядел сам образ белого медведя как субъекта, в которого влюбляются девушки, поскольку это вызвало бы затруднения для них в сексуальном плане. Кроме того все потенциальные представительницы гарема являлись сёстрами, в том числе юного возраста, что добавляло, по оценке критика, дополнительный грязный в эротическом подтексте фактор. Сильверман отметила, что работа является «посредственной» и «предназначенной строго для поклонников жанра», однако признала, что сочетание фентези, элементов DIY и кулинарной истории выглядит довольно удачным и даёт надежду на нечто большее в ходе развития фабулы. При оценке качества рисунков критик расценила, что Хоки Кусано удалось качественно представить девушек-волчиц, однако сцены с медведем выглядели весьма нелепыми, поскольку изображения главного героя выглядели как попытка мангаки совместить реалистичную передачу белого медведя и придать ему одновременно приятный облик.
Другой обозреватель Anime News Network — Фэй Хоппер — назвала данную мангу «странным чтением», посчитав что история даже на фоне других представителей жанра очень фокусируется на актах доброты и альтруизма главного героя. Сюжет работы был оценён ей как «несвежий исэкай», а работа мангаки также получила нарекания за упрощения и диссонанс тонов.